# Cadillac
Cadillac es una marca fabricante de automóviles de lujo estadounidense, creada por Henry M. Leland, William Murphy y Lemuel Bowen en 1902. Es una división que forma parte del grupo General Motors, cuyo principal competidor es Lincoln Motor Company, la división de vehículos de lujo de Ford Motor Company.
Se comercializa principalmente en los Estados Unidos, Canadá y México, con escasa participación en el mercado europeo, dado el tipo de automóvil que se produce, no adecuado para Europa. Los nuevos modelos Cadillac son ahora ensamblados en diferentes plantas de GM por todo el mundo permitiendo así usos específicos para las diferentes regiones. Es una empresa automotriz que usó los avances tecnológicos novedosos en cada época en sus automóviles, tales como: los elevalunas eléctricos, la radio y el encendido electrónico, los cinturones de seguridad, frenos ABS, asientos eléctricos de posición, faros xenón, motor DOHC de 32 válvulas, entre otros. Su principal competidor es la compañía estadounidense Lincoln, del consorcio de Ford Motor Company. Actualmente, General Motors intenta implementar Cadillac en el mercado europeo de nuevo mientras retira todos los modelos de Chevrolet excepto los legendarios Camaro y Corvette.
El nombre fue tomado del fundador de la ciudad de Detroit, Míchigan, en 1701, el oficial del ejército francés, Antoine de la Mothe Cadillac, mientras que el logotipo de Cadillac se basa en su escudo de armas.

## Historia

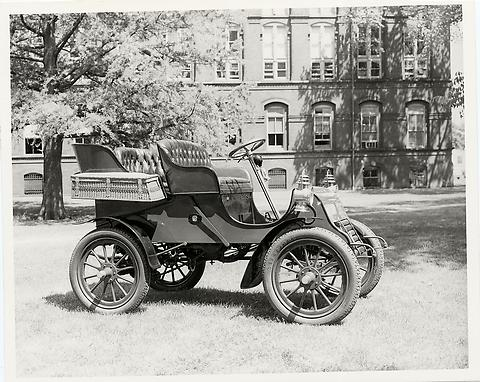
Modelo de 1903 en el Instituto Smithsoniano

### Creación
La empresa Cadillac se formó desde los remanentes de la empresa de Henry Ford (Detroit Automobile Company and The Henry Ford Company). Cuando Henry Ford dejó su empresa, junto con varios de sus socios, ésta se disolvió en marzo de 1902. Los financiadores de Ford, William Murphy y Lemuel Bowen, llamaron al ingeniero Henry M. Leland de Leland & Faulconer Manufacturing Company con el objetivo de evaluar las instalaciones y equipos con tal de prepararlos para la liquidación de los activos de la compañía. Tras visitar las instalaciones, Leland se reunió de nuevo con Murphy y Bowen con el motivo de proponerles que siguieran con la fabricación de automóviles, pero esta vez con el motor de un solo cilindro de Leland & Faulconer, el cual contaba con partes intercambiables, tenía el triple de potencia que los motores de la Olds Motor Vehicle Company y eran más baratos de fabricar. Los inversionistas, asombrados y convencidos por los argumentos de Leland, esperaban convertirse en la primera empresa de automóviles de éxito de Detroit, y decidieron darle el honor de llamarse igual que el explorador francés Antoine Laumet de La Mothe, sieur de Cadillac, el cual fue uno de los fundadores de la ciudad de Detroit, Míchigan, en 1701. De este modo, Cadillac Automovile Company vio la luz por primera vez el 22 de agosto de 1902. Poco después se usó el blasón de la familia Cadillac, diseñado con el famoso escudo dividido en recuadros, encima una corona de siete picos y envuelto con una guirnalda de laurel.

### De 1902 a 1909, definidendo estándares de calidad
Los primeros vehículos de Cadillac, Runabount y Tonneau, empezaron a fabricarse en octubre de 1902. Equipaban el motor monocilíndrico de Leland de 10 HP (7,5 kW). Eran prácticamente idénticos al Model A de Ford de 1903. Muchas fuentes citan que el primer coche salió de la fábrica el 17 de octubre, aunque Leland afirmaba que salieron el 20 de ese mismo mes. Cadillac mostró sus nuevos automóviles en el Salón del Automóvil de Nueva York en enero de 1903, donde impresionó a las multitudes que llegaron hasta ahí, tanto que llegaron a reunir hasta 2000 pedidos en ese mismo evento. Durante el primer año de vida vendió 2500 automóviles, una gran cifra para la época. El punto fuerte de Cadillac fue la fabricación de gran precisión, lo cual significaba fiabilidad, aspecto clave en la época, y Cadillac simplemente ofrecía unos estándares en calidad de fabricación mucho más altos que sus competidores. Leland & Faulconer Manufacturing Company y Cadillac Automobile Company se fusionaron en 1905. En 1910, Cadillac se convirtió en la primera empresa que fabricó en gran volumen un automóvil completamente cerrado.

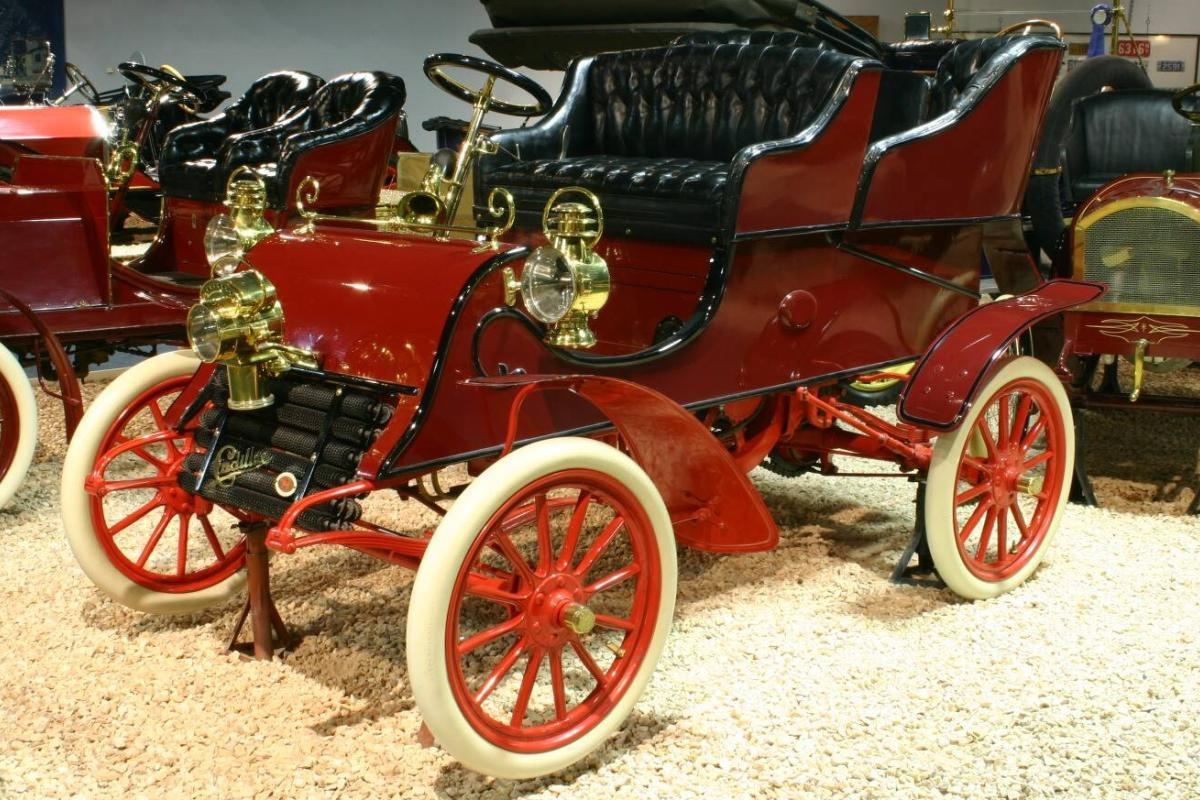
1903 Cadillac Model A
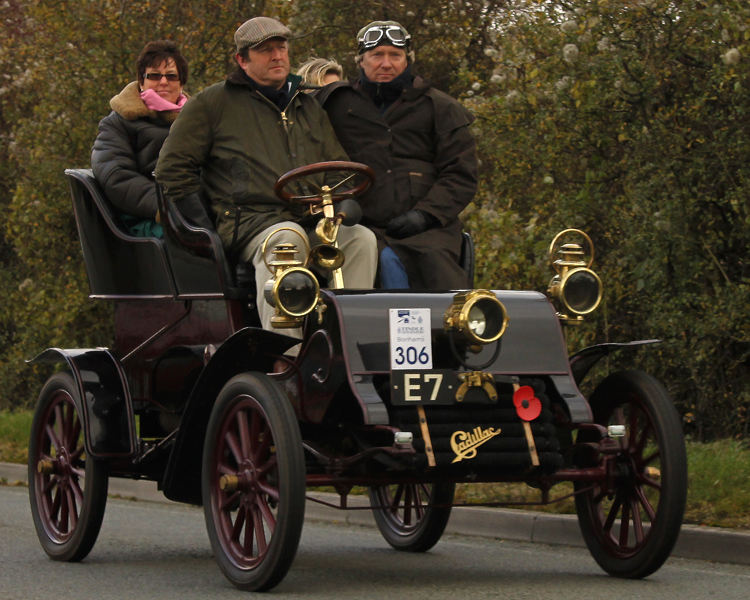
Cadillac 6½ HP Tonneau 1903
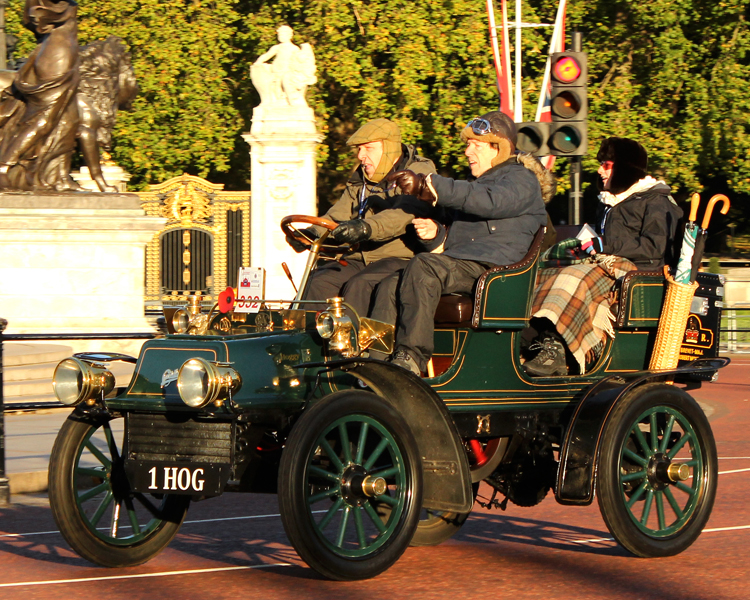
Cadillac 8¼ HP Surrey 1904
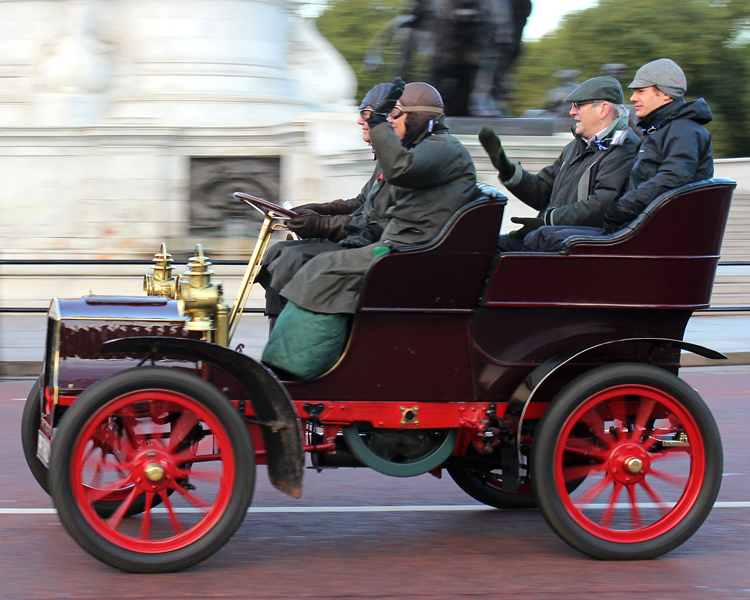
Cadillac 10 HP Tonneau 1904
Cadillac 6½ HP Rear-entrance Tonneau 1904
Cadillac 8¼ HP Detachable-top limousine 1904
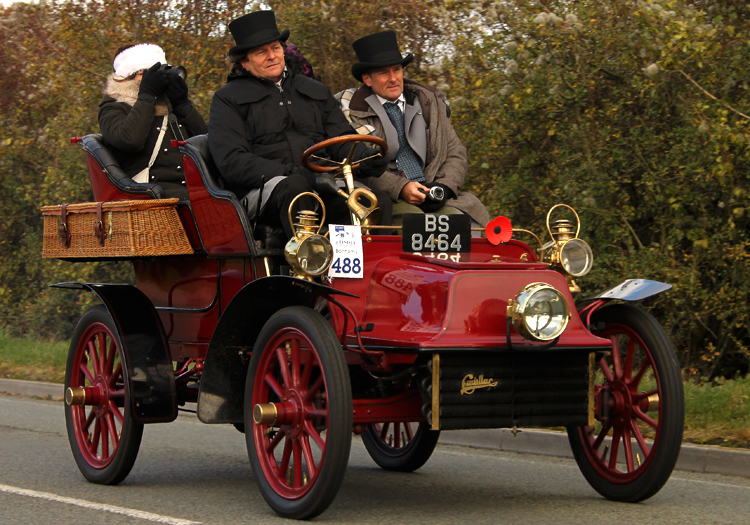
Cadillac 8¼ HP Tonneau 1904
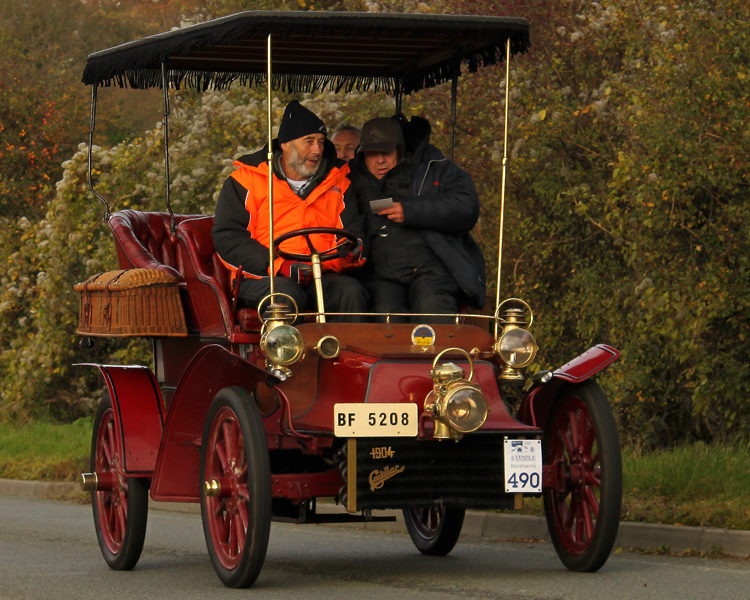
Cadillac 8¼ HP Tonneau 1904
Cadillac 8½ HP Tonneau 1904
Cadillac 10 HP Tonneau 1904
Cadillac 9 HP Limousine

Desde sus inicios, Cadillac hizo hincapié en la estandarización de piezas gracias a Leland, el cual basaba sus proyectos en el concepto de partes intercambiables, sin hacer excepción de ningún tipo. Este principio fue reconocido por el codiciado trofeo Dewar en 1906, instituido en 1904 para fomentar el progreso tecnológico. Leland fue el primer industrial en emplear los medidores Johannson para comprobar la exactitud de su utillaje. "Artesanía, un Credo, Exactitud una Ley", escribió en un manual de fábrica. Los medidores Johannson eran herramientas extremadamente precisas para la época, que medían tolerancias de hasta dos millonésimas de pulgada. En el Royal Automobile Club de Gran Bretaña oyeron hablar de los alardes de Leland y decidieron poner a prueba a Cadillac. Se hicieron con 8 Cadillacs y desmontaron 3 de ellos. Mezclaron sus piezas, incluyendo las de repuesto, y luego las volvieron a ensamblar sin problemas, algo nunca visto en la época. La mayoría de las piezas fueron montadas a mano, y tras acoplar todas las partes, los coches arrancaron inmediatamente y fueron probados recorriendo 500 millas (804,7 km) sin ningún problema. Cadillac se convirtió en la única compañía en ganar un segundo trofeo Dewar por su revolucionario sistema Delco, incorporado en 1912, de arranque eléctrico, iluminación y encendido desarrollado por Leland y Charles F. Kettering, de la Datyon Engineering Laboratories. Cabe destacar que el sistema Delco supuso un gran avance y fue el precursor del sistema eléctrico del automóvil como lo conocemos hoy en día, a la par que libraba a los conductores de usar la manivela para arrancar el motor.
En 1908, Cadillac llamó la atención de William Crapo Durant, fundador del conglomerado General Motors (GM). Durant fue el hombre que puso en pie los pilares de la "línea de producto diversificada" como estrategia de marketing, una idea que convertiría a GM en la fuerza predominante años más tarde. Durant hizo varias ofertas a Leland, las cuales fueron rechazadas por este una a una a medida que iba subiendo el precio. Finalmente, en 1909 Leland aceptó la venta de Cadillac a GM por la cifra de US$4 500 000 (equivalente a $152 600 000 en 2023), destinándola a la producción de grandes vehículos de lujo. La línea Cadillac fue además la plataforma por defecto de GM para los chasis comerciales de vehículos institucionales, como limusinas, ambulancias, coches fúnebres y coches fúnebres florales. Durant invitó a Leland a quedarse y seguir dirigiendo Cadillac, hasta que finalmente la dejó en 1917, cuando el control de Leland sobre ella fue menguando. Poco después Leland fundó el principal competidor de Cadillac, Lincoln.

### De 1910 a 1929: nacimiento del motor V8
En 1915, salió de la fábrica el primer Cadillac V8 a 90° de 5150 cm³ (5,2 L; 314,3 plg³) con 70 HP (52,2 kW) a las 2400 rpm y 240 N·m (177 lb·pie) de par máximo, permitiendo alcanzar las 65 mph (105 km/h). Esto era más rápido de lo que las carreteras permitían alcanzar. Ese mismo año, Cadillac introdujo los faros escamoteables, operados por una manija en el tablero, lo cual supuso un gran avance en la visibilidad nocturna, que marcaría el camino a seguir para muchos fabricantes en los años venideros. En julio de 1917, el Ejército de Estados Unidos necesitaba un coche personal fiable y eligió el Cadillac Type 55 Touring Model después de varios exámenes exhaustivos en la frontera mexicana, 2350 de estos vehículos fueron suministrados para usarse en Francia por los agentes de la Fuerza Expedicionaria Americana durante la Primera Guerra Mundial. Cadillac fue pionera en el V8 de cigüeñal de doble plano, presentado en 1918. En 1926 Cadillac contrató al diseñador de automóviles Harley Earl en calidad de consultor para una temporada, pero su empleo se prolongó considerablemente. En 1928, Earl ya era jefe de la división de Arte y Color y, en última instancia, trabajó para GM hasta que se retiró pasados 30 años. El primer automóvil que diseñó fue el LaSalle, una nueva y pequeña marca hermana que también recibió el nombre de otro explorador francés René Robert Cavelier de La Salle. Esta firma se mantuvo en producción hasta 1940.
En 1928, Cadillac introdujo la primera transmisión manual Synchro-Mesh, el mayor avance hasta la fecha en la eliminación del ruido de roce y fricción de los cambios de marcha, sentando las bases para la transmisión totalmente automática. Ese mismo año GM presentó el cristal de seguridad inastillable y lo aplicó en las ventanas de todos los modelos de Cadillac y LaSalle. Con tal de mejorar su imagen de prestigio y exclusividad, Cadillac incluyó en 1929 como característica estándar el cromado en las defensas y multitud de elementos exteriores.

### La Gran Depresión y la recuperación
La Gran Depresión minó la industria automotriz en todas sus facetas, haciendo mella especialmente en el mercado de automóviles de lujo. Entre 1928 y 1933 las ventas de Cadillac se habían reducido en un 84%. Como Cadillac estaba persiguiendo el mercado del prestigio, parte de su estrategia fue la de negarse a vender sus productos a los afroamericanos, un reflejo de la sociedad elitista de esos años. La estrategia no funcionó debido a que, por un lado, perdían ventas y prestigio de cantantes, boxeadores y abogados acaudalados afroamericanos y, por otro lado, si querían un Cadillac, mandaban a un hombre blanco a comprarlo por ellos. Nick Dreystadt, jefe mecánico a nivel nacional del servicio de Cadillac se dio cuenta de ello e instó en un comité a revocar esa política. Después de que esa política fuera eliminada, las ventas aumentaron un 70% en 1934 y Dreystadt fue promovido para dirigir toda la división Cadillac.
En 1930, Cadillac presentó el primer motor V16 de 7,41 L (452,2 pulgadas cúbicas) y 165 HP (123 kW), uno de los más silenciosos y potentes motores de los Estados Unidos. Se desarrolló en secreto absoluto y se dio a conocer en el Salón del Automóvil de Nueva York e inmediatamente marcó un antes y un después en los automóviles de lujo, estableciendo un nuevo estándar de potencia, rendimiento y lujo. La introducción del V8, V12 y V16 ayudó a hacer de Cadillac el "Estándar mundial". Un modelo posterior del motor V8 de Cadillac de válvulas sobre la cabeza fijó el estándar para toda la industria automotriz estadounidense en 1949. En 1934, Cadillac introdujo el techo tipo "torreta", el primero fabricado completamente en acero en un automóvil de pasajeros.

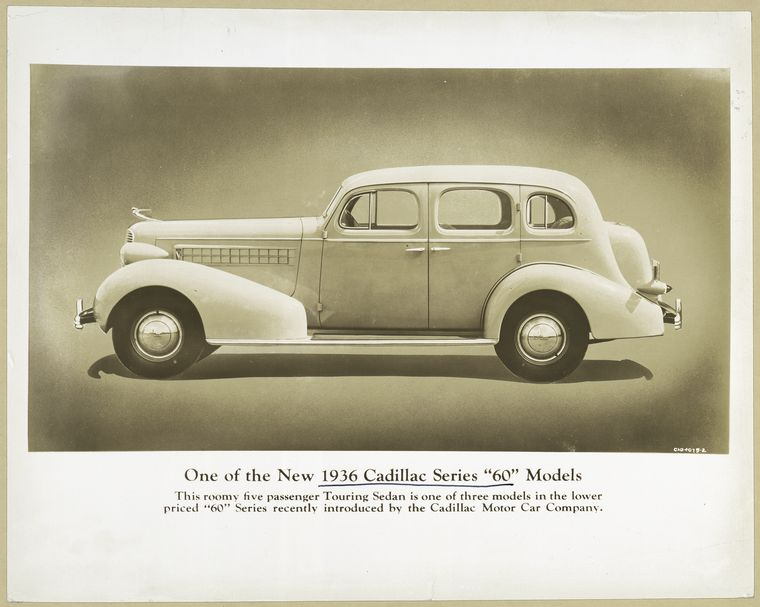
Cadillac Series 60 de 1936

En 1936, Dreystadt lanzó el Series 60 como modelo de entrada de Cadillac en el mercado de los vehículos de gama media. Fue reemplazado por el Series 61 en 1939, pero un modelo popular que derivó de él, el Sixty Special, continuó fabricándose evolucionando hasta 1993. Otro factor que ayudó a impulsar el crecimiento de Cadillac a través de los siguientes años fue una nueva y revolucionaria línea de montaje. En 1934, Henry F. Phillips introdujo el destornillador Phillips y entró en negociaciones con General Motors, convenciendo al grupo Cadillac de que sus nuevos tornillos harían más rápido el ensamblaje, aumentando así las ganancias. Cadillac fue el primer fabricante automotriz en usar la tecnología Phillips en 1937, que fue ampliamente adoptada en 1940.
En 1940, las ventas de Cadillac se habían multiplicado por diez en comparación con las del año 1934. En 1941, por primera vez en la historia, todos los coches construidos por la empresa compartían el mismo motor básico y transmisión. Durante 1941 también se introdujo la transmisión automática Hydra-Matic como opción, la primera en ser producida masivamente y ofrecida también como opción el año anterior por Oldsmobile.

### Etapa posterior a la Segunda Guerra Mundial
Los vehículos de la posguerra de Cadillac incorporaron las ideas del jefe de diseño de General Motors, Harley Earl, innovando en muchas características de estilo que llegaron a convertirse en el estándar de diseño clásico americano, predominante en los últimos años 1940 y durante todos los 1950. Se pusieron de moda características como las aletas traseras, parabrisas envolventes, interiores y exteriores de gran tamaño y con elementos brillantes, haciendo uso del cromo y del acero inoxidable pulido. La revista de automóviles Motor Trend concedió su primer "Coche del Año" a Cadillac en 1949, aunque Cadillac lo rechazó. El 25 de noviembre de 1949, Cadillac fabricó su automóvil número un millón, un Cadillac DeVille. Además, estableció el récord mundial de producción anual con 100 000 vehículos fabricados ese mismo año, un récord que repetirían en 1950 y 1951. 1949 también vio el primer coche descapotable de techo duro fabricado en masa gracias a Cadillac y Buick, un cupé cerrado sin el pilar B, parecido a los descapotables de lona pero con el techo de acero. Se vendió como Coupé DeVille y en los próximos años se convertiría en uno de los modelos más populares de Cadillac.
En 1950 se renovó por completo el estilo de todos los Cadillac, incluyendo el Series 75 Fleetwood, cuyo diseño ahora estaba en sintonía con el del resto de la gama. Se equipó a todos sus vehículos con parrillas y defensas más grandes y vistosos, y creció de tamaño tanto el cofre como la tapa de la cajuela. Se hicieron pocas innovaciones a nivel mecánico, solamente se incluyó la transmisión Hydra-Matic como equipación estándar en todos los Series 60 Special y Series 62. En 1951 Cadillac decidió hacer únicamente cambios menores en su gama. Únicamente se destaca la incorporación de unas nuevas defensas en forma de bala o misil. Mecánicamente únicamente se substituyó el arranque por botón por el arranque con llave.

### Los 50 años
En 1952 se celebraban los 50 años del nacimiento de Cadillac. Motor Trend volvió a conceder el premio "Coche del Año" a Cadillac, por segunda vez en la corta vida de la revista y esta vez Cadillac sí aceptó el reconocimiento. Aunque la marca promocionó su aniversario, sus vehículos no sufrieron una total remodelación, aunque sí recibieron algunas características notables. La famosa "V" se bañó en oro, así como otras ornamentaciones y nomenclaturas que marcaban el nombre del modelo. Se rediseñó la defensa trasera, situando las salidas del tubo de escape en unas rejillas horizontales que albergaban las defensas. Mientras Chrysler lanzaba sus nuevos motores Hemi y Lincoln contaba con una nueva fábrica de motores V8, Cadillac también implementó sus mayores cambios en sus motores. El V8 de 331 pulgadas cúbicas (5,4 L) se equipó con un carburador de 4 gargantas, el cual aumentó el rendimiento en 30 HP (22,4 kW), una mejora bienvenida contando que sus automóviles podían llegar a pesar más de dos toneladas. La transmisión Hydra-Matic recibió nuevas mejoras y pasó a llamarse Dual-Range Hydra-Matic, la cual permitía al conductor mantener la transmisión en segunda o tercera marcha hasta los puntos más altos de cambio, para mejorar el rendimiento en mitad del tráfico o en la montaña. Opcionalmente se ofrecía una nueva dirección asistida que reducía el esfuerzo de la dirección en un 75%. Algunas fuentes indican que a finales de ese mismo año se empezaron a instalar los primeros sistemas de aire acondicionado.
En 1953, Cadillac mostró al mundo el nuevo Eldorado, debutando como hermano del Buick Skylark y el Oldsmobile Fiesta. Eldorado era un descapotable deportivo con un nivel de exclusividad y lujo nunca visto en América desde la Segunda Guerra Mundial. Eldorado incluía un sistema de calefacción totalmente automático, ruedas de radios y una larga lista de características de lujo. Oficialmente Eldorado fue numerado como un Series 62 al principio, pero más tarde tomaría este nombre dado que se convirtió en una serie totalmente distinta. Bajo el cofre, Cadillac equipó todos sus modelos con un nuevo sistema de 12 V, necesario para soportar todos los nuevos sistemas eléctricos, incluyendo el aire acondicionado para los automóviles cerrados. También se introdujo el "Autronic Eye", el cual regulaba automáticamente las luces largas en función de la luz que recibían de los automóviles que se aproximaban en dirección contraria, con tal de aumentar la seguridad. Esta característica se haría popular rápidamente como accesorio opcional en todos los modelos de Cadillac. El 12 de agosto de ese mismo año hubo un incendio en la planta de Hydra-Matic de General Motors en Livonia (Míchigan), la única factoría que producía la famosa transmisión automática. Como resultado, los Cadillacs y Oldsmobiles producidos después de esta fecha fueron construidos con la transmisión Dynaflow de Buick. La adaptación a esta nueva transmisión se prolongó algunas semanas y se estima que un 15 o 20% de la producción de Cadillac, Oldsmobile y Pontiac fue afectada. Lincoln, Hudson, Kaiser y Nash también se vieron afectadas dado que también usaban Hydra-Matic de GM.
A partir de 1954, Cadillac se convirtió en la primera marca automotriz en ofrecer como equipamiento estándar la transmisión automática, dirección y limpia parabrisas automático en todos sus vehículos. Sus modelos se alargaron y se hicieron más bajos. Se mantuvieron las defensas tipo bala o "Dagmar", a la vez que los exteriores se hacían más lujosos, con un mayor uso del cromo, del mismo modo que lo hicieron los interiores. Al V8 de 331 pulgadas cúbicas (5,4 L) se le aumentó la potencia en 20 HP (14,9 kW), para un total de 230 HP (233 CV; 172 kW) a las 4400 rpm.

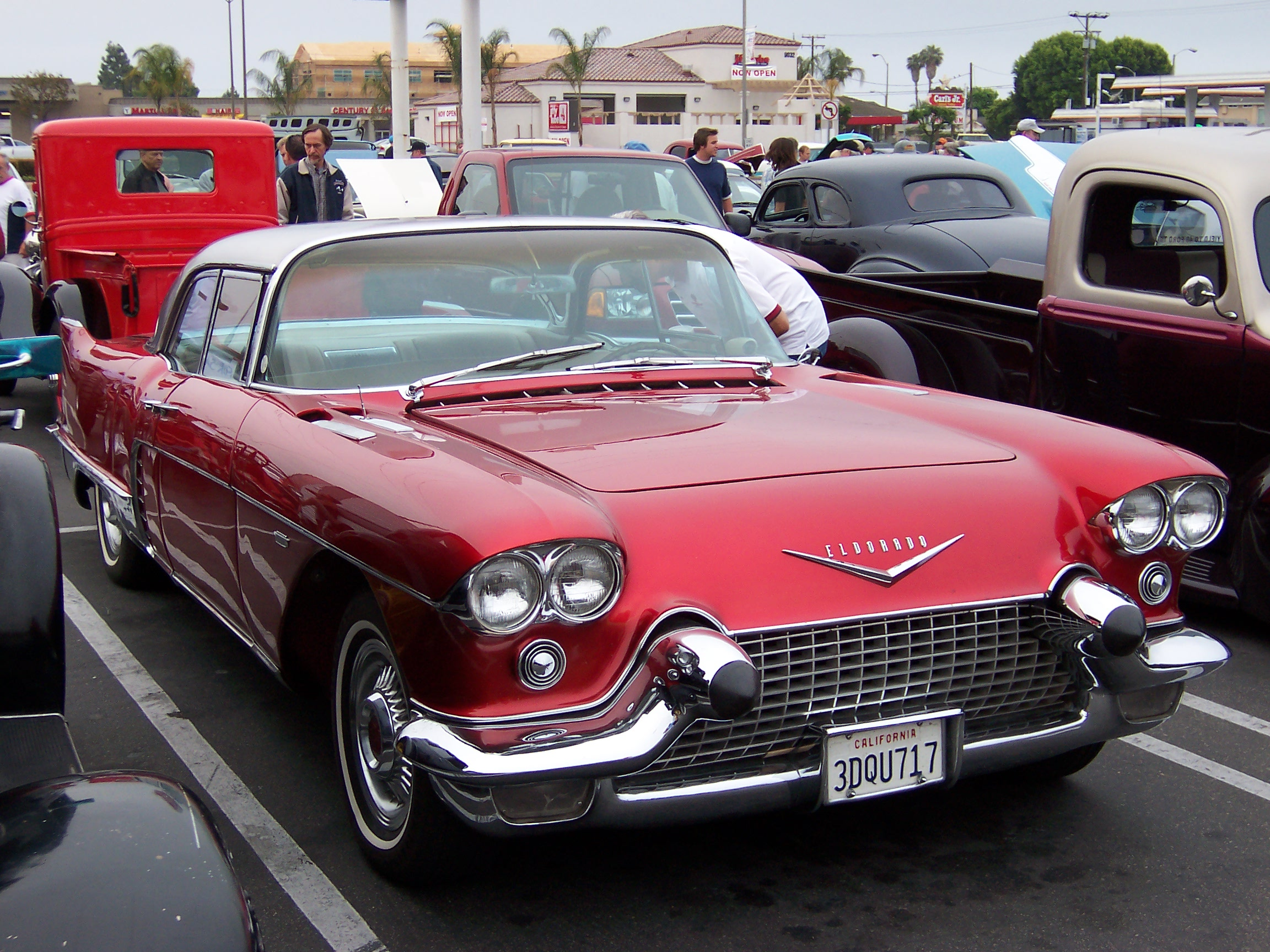
Eldorado Brougham de 1957.

En 1957 se introdujeron importantes mejoras tecnológicas para la época, como un asiento con memoria, disponible para los Eldorado Brougham, que era el buque insignia de la marca, notable por sus innovaciones: aire acondicionado, cierre centralizado, asientos regulables eléctricamente, elevalunas eléctricos, suspensión neumática, etc. Podían apreciarse las puertas de suicidio traseras; también permitía establecer distintas posiciones del asiento si el vehículo era usado por distintos conductores, suspensión neumática con autorregulación y reloj digital. Se incluyó también una radio de búsqueda automática totalmente construida con transistores, un total de trece fueron usados en su circuitería y que además formaba parte del equipamiento estándar.
En 1964 se introdujo el primer climatizador totalmente automático que permitía a los ocupantes fijar una temperatura y el sistema se encargaría de mantenerla sin tener que realizar ningún ajuste adicional. A finales de los años 1960, Cadillac ofreció un sistema de alerta por fibra óptica que avisaba al conductor de luces fundidas. El uso de materiales brillantes en el exterior fue disminuyendo año tras año después de 1959. Los modelos de 1966 dejaron en su mayor parte el cromo, incluyendo las defensas traseras, sustituyéndose por zonas pintadas, incluyendo los biseles de los faros delanteros.
Para 1966 batiría su propio récord de ventas anuales, alrededor de 192 000 unidades, de las cuales 142 190 fueron DeVille, lo cual supuso un aumento del 60%. Esta cifra fue superada en 1968, cuando Cadillac alcanzó las 200 000 unidades fabricadas por primera vez en su historia.
Cadillac se puso a la altura de sus competidores, Lincoln e Imperial, en 1967 con el lanzamiento de Eldorado, de tracción delantera y con un diseño elegante y de líneas limpias, muy alejado del diseño con excesos de cromo de los años 1950. En 1970, las ventas de Cadillac alcanzaron las de Chrysler por primera vez en la historia. El nuevo motor de 7,7 L (469,9 pulgadas cúbicas), que debutó en el modelo de 1968, diseñado para una capacidad máxima de 9,8 L (598 pulgadas cúbicas), fue aumentado a 8,2 L (500,4 pulgadas cúbicas) para el Eldorado de 1970. Las bolsas de aire para el conductor se ofrecieron en algunos modelos de Cadillac desde 1974 hasta 1976.
La década de 1970 vio vehículos memorables por sus grandes dimensiones. La distancia entre ejes del Fleetwood de 1972 creció 43 mm (1,7 pulgadas) y 100 mm (3,9 pulgadas) en total comparado con el modelo de 1960. El Calais era 61 mm (2,4 pulgadas) más largo que su equivalente de 1960, el Series 62, con la misma distancia entre ejes. Durante esa década, todos los Cadillac ganaron suavidad de marcha mientras que el peso, el equipamiento básico y la cilindrada iban creciendo. Cadillac experimentó un aumento de ventas en 1973 y luego otra vez a finales de la década de 1970.
En la década de 1980 Cadillac redujo gradualmente las medidas de todos sus modelos e introdujo el primer compacto de tracción delantera, el Cimarron. La fábrica Detroit Assembly, en Clark Street, Detroit, fue cerrada en 1987, después de haber estado activa más de 65 años desde que se inauguró, en 1921.

### Aletas traseras de Cadillac como elemento distintivo

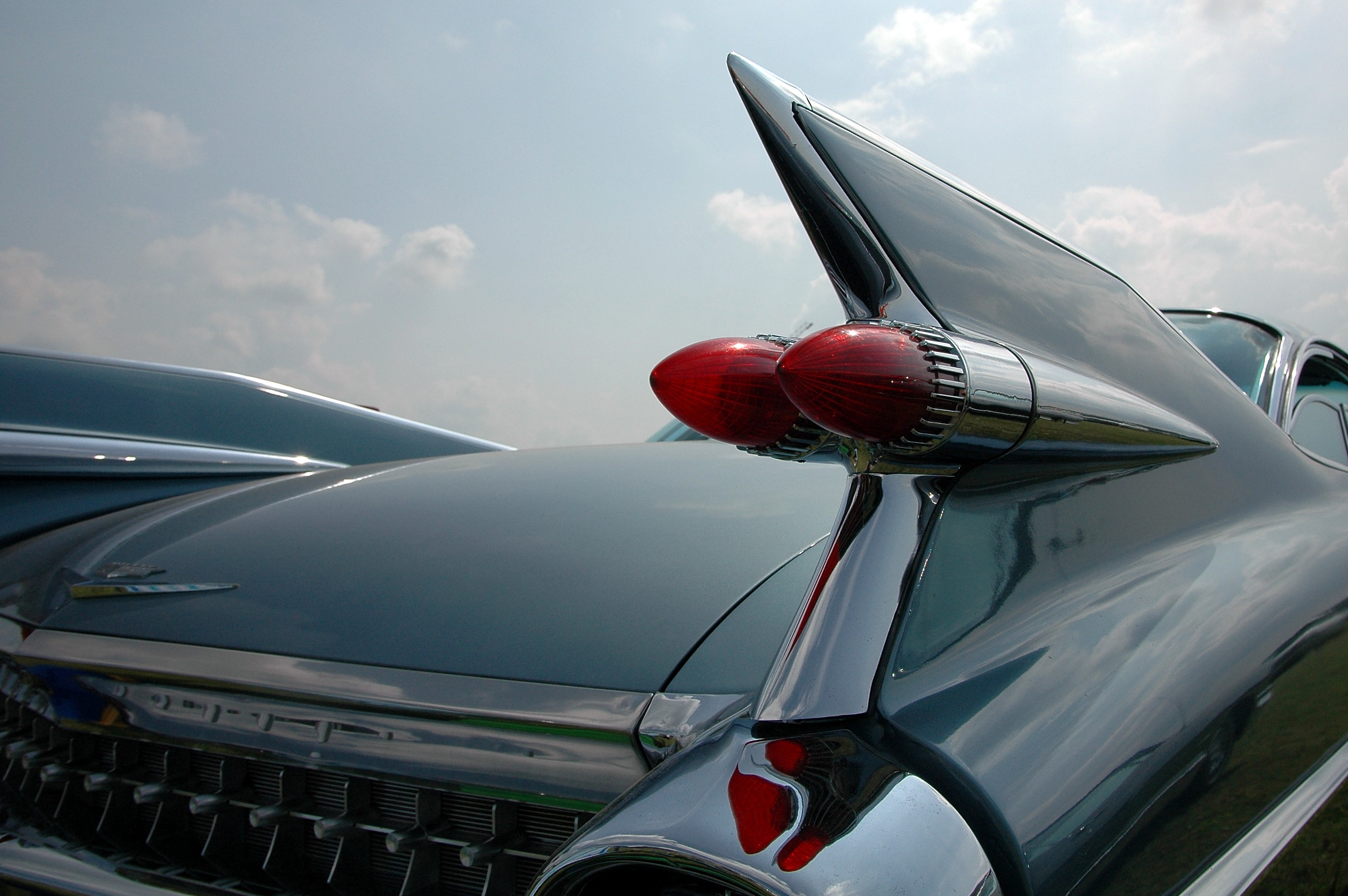
Las aletas traseras más famosas de Cadillac, presentes en los modelos más comunes de 1959

Las aletas no tenían ningún propósito excepto el de ofrecer un diseño innovador, reconocido por la sociedad de la época que vio durante esos años el auge de los aviones de reacción, los cohetes y posteriormente los primeros vuelos espaciales. Las primeras aletas traseras, inspiradas en los timones gemelos del Lockheed P-38 Lightning aparecieron en 1948. Formaban parte de una prolongación de los laterales que se cortaban verticalmente en la parte trasera de la carrocería. En la parte superior albergaban las luces de posición y freno.
En 1955 se introdujo un nuevo diseño de aleta en Eldorado, mucho más fino y estilizado, imitando aún más fielmente la aleta de una aeronave. Las luces se dispusieron más abajo con tal de acentuar el diseño más punzante en la parte superior. Para 1957 Cadillac extendió un diseño muy similar al aplicado en el Eldorado de 1955 a toda su gama, mientras que Eldorado de 1957 prácticamente separaba las luces traseras de las aletas, dejando un diseño de aleta más simple que destacaba más gracias a una parte trasera mucho más uniforme y redondeada. A partir de 1958, las aletas sirvieron para llenar el depósito de combustible. Se hacía a través de la luz trasera, la cual se liberaba y podía pivotar hacia arriba para acceder a la tapa del depósito. Sirvió para eliminar la habitual tapa lateral, dejando una línea más limpia y suave.
Las famosas aletas de los Cadillac de 1959, diseñadas por Peter Hodak, fueron la máxima expresión de esta moda. Eran las más altas que Cadillac incorporaría en sus modelos. Las aletas rompían en forma de una V cromada en la parte final, y en el centro un par de luces en forma de bala, que recuerdan el haz de luz producido por un reactor. En la base de las aletas, destacaba un cilindro cromado que se asemeja a la boca de un reactor. A partir de 1960 hasta 1964, las aletas fueron decreciendo en tamaño, año tras otro, hasta que desaparecieron en los modelos de 1965 (excepto para los Series 75, el cual fue una continuación del modelo de 1964). Así, cabe remarcar que los faros traseros salientes fueron una clara evolución de las aletas y de la boca cromada inferior tipo reactor, las cuales se moderaron y estilizaron a mediados de los años 1960 y que se conservaron casi intactos desde 1965 hasta finales de la década de 1980 en el Fleetwood Brougham. Aunque actualmente Cadillac no utiliza las aletas como inspiración, sigue diseñando sus modelos, salvando las distancias, con las luces traseras verticales y punzantes como marca distintiva de la firma en todos sus modelos y concept cars.

### Actualidad

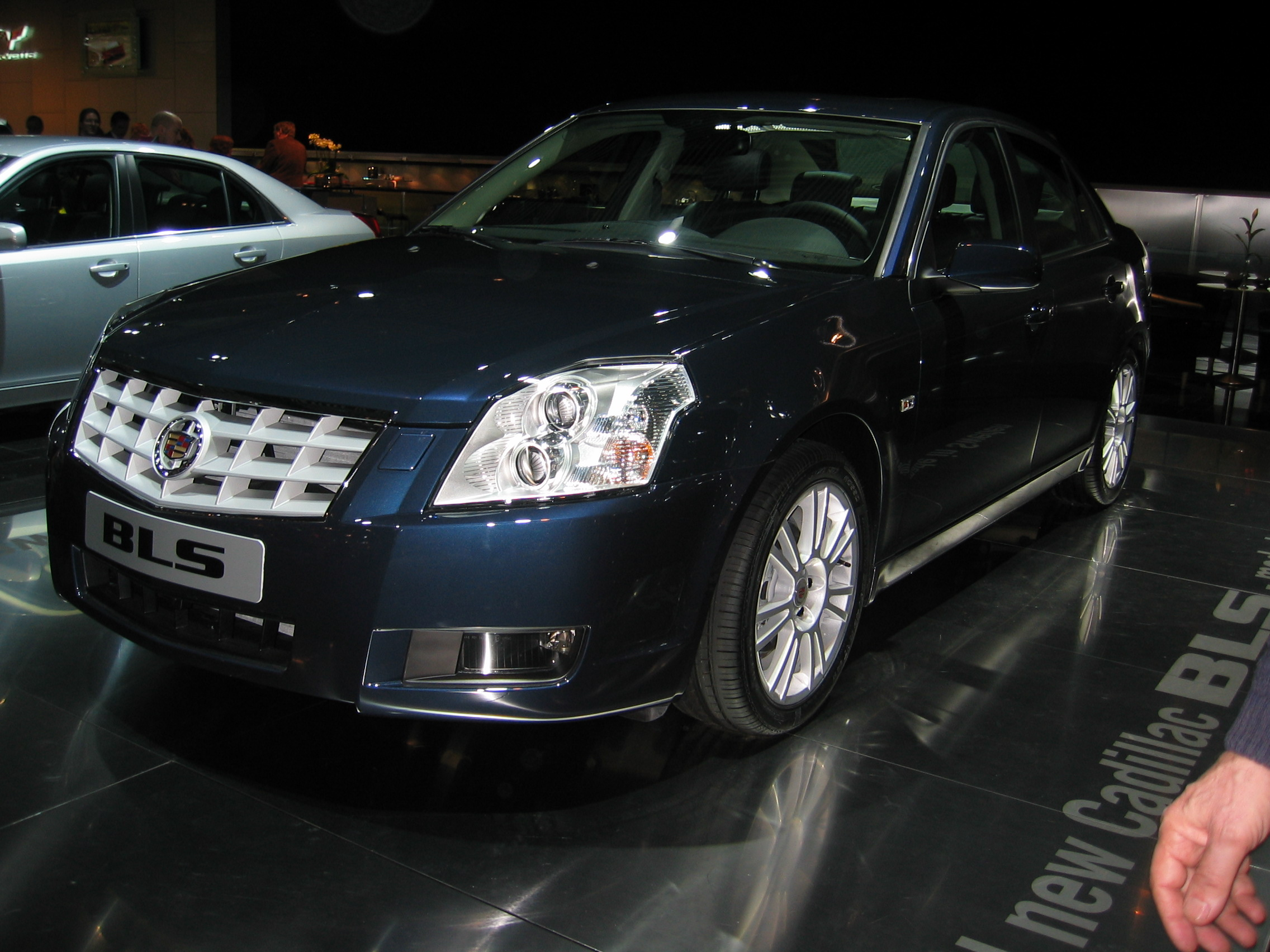
BLS, un modelo hecho para Europa

Es cierto que Cadillac no está teniendo nada de suerte en su presencia en el mercado europeo hacia las últimas décadas, es así que todavía haciendo un modelo hecho para Europa como lo fue el Cadillac BLS, basado en la plataforma del modelo sueco Saab 9-3 y de base con una plataforma Epsilon que también compartía para el Opel Vectra, el modelo fuese un fracaso comercial. Las críticas no fueron hostiles en cuanto a calidad pero tampoco muy buenas, ya que el sedán, con el objetivo de competir con el BMW Serie 3 o el Audi A4, no llegaba a destacar en nada. Este modelo se dejó de producir en 2009.
En los últimos años, no cabe duda de que el trío alemán, conformado por Audi, BMW y Mercedes-Benz ocupa casi el 85% del mercado de lujo teniendo cada marca ventas de 820 000 y 840 000 unidades, en cambio, Cadillac vendió en 2016 el escaso número de 781 unidades en suelo europeo, mediante sus 100 concesionarios oficiales repartidos por el Viejo Continente, pese a esto General Motors insiste con su firma de lujo, asumiendo a Cadillac una posición de marca alternativa en Europa por el momento, una de las estrategias para ir incrementando poco a poco la firma es que GM está retirando Chevrolet de Europa, con el objetivo, según Dan Akerson, expresidente y consejero delegado de la factoría, de poder convertir a Cadillac en la segunda marca de GM en el Viejo Continente. También según Johan de Nysschen, director ejecutivo de la firma, mostró su interés por el mercado europeo, tomando como referencia las ventas del Ford Mustang en suelo europeo, por lo que creen en la compañía que hay cabida para modelos genuinamente yankees en ese mercado. También se espera que haya una fuerte implementación de la firma de lujo de GM hacia después del año 2020, tal que, según el director de comunicación de Cadillac, Andrew Lipman, la marca tiene la intención de aumentar “considerablemente” su red comercial en los próximos años.
A partir de 2026, ingresará a la Fórmula 1 como 11º equipo, utilizando motores Ferrari durante sus primeros dos años hasta conseguir un motor Cadillac para la temporada 2028, usando la estructura global de Andretti Autosport.

### Evolución histórica de los logotipos

Logotipo de Antoine de la Mothe
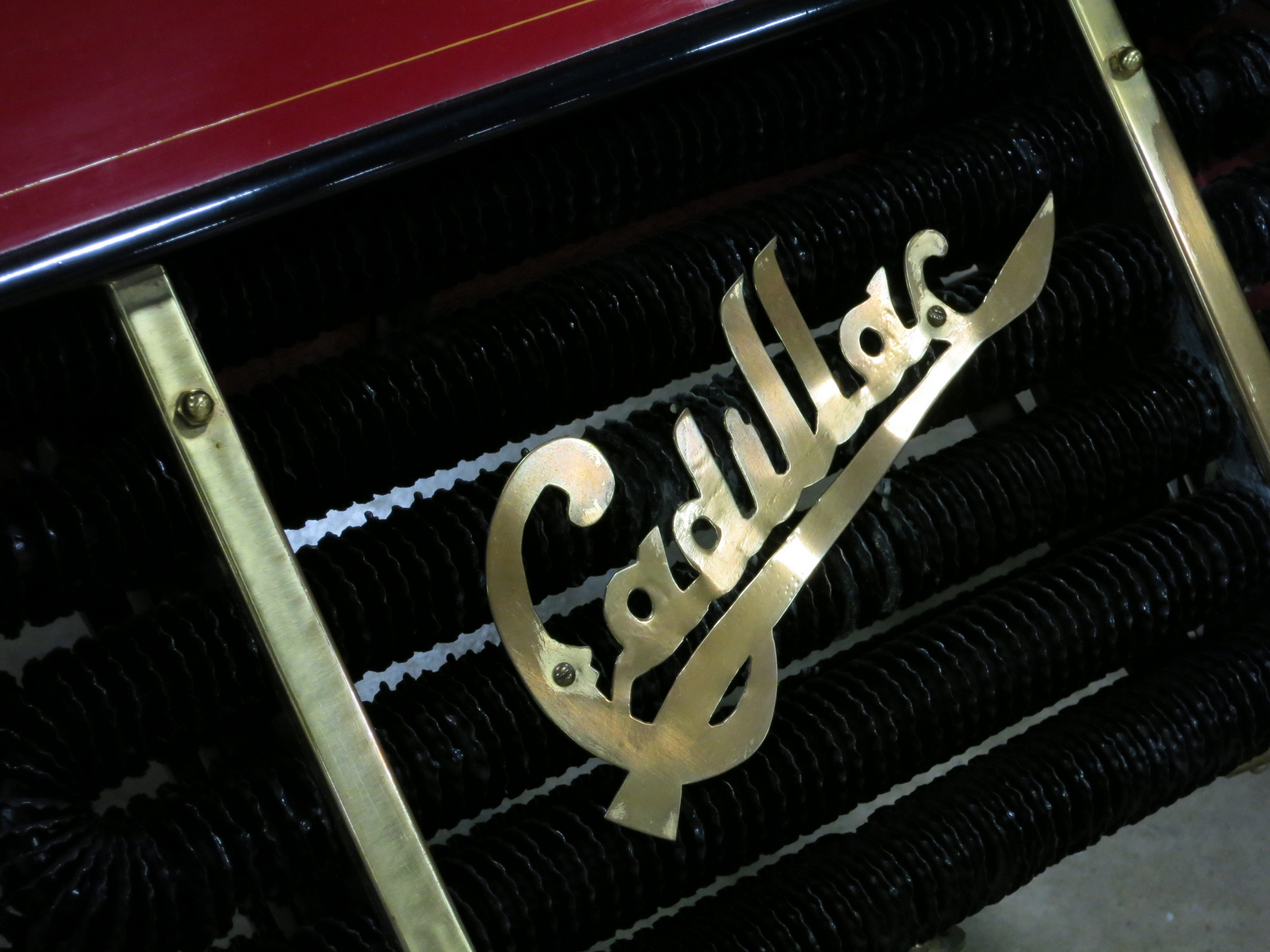
En un Modelo A de 1903
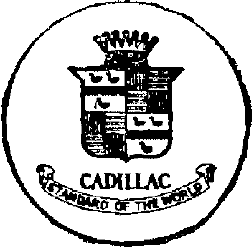
1921
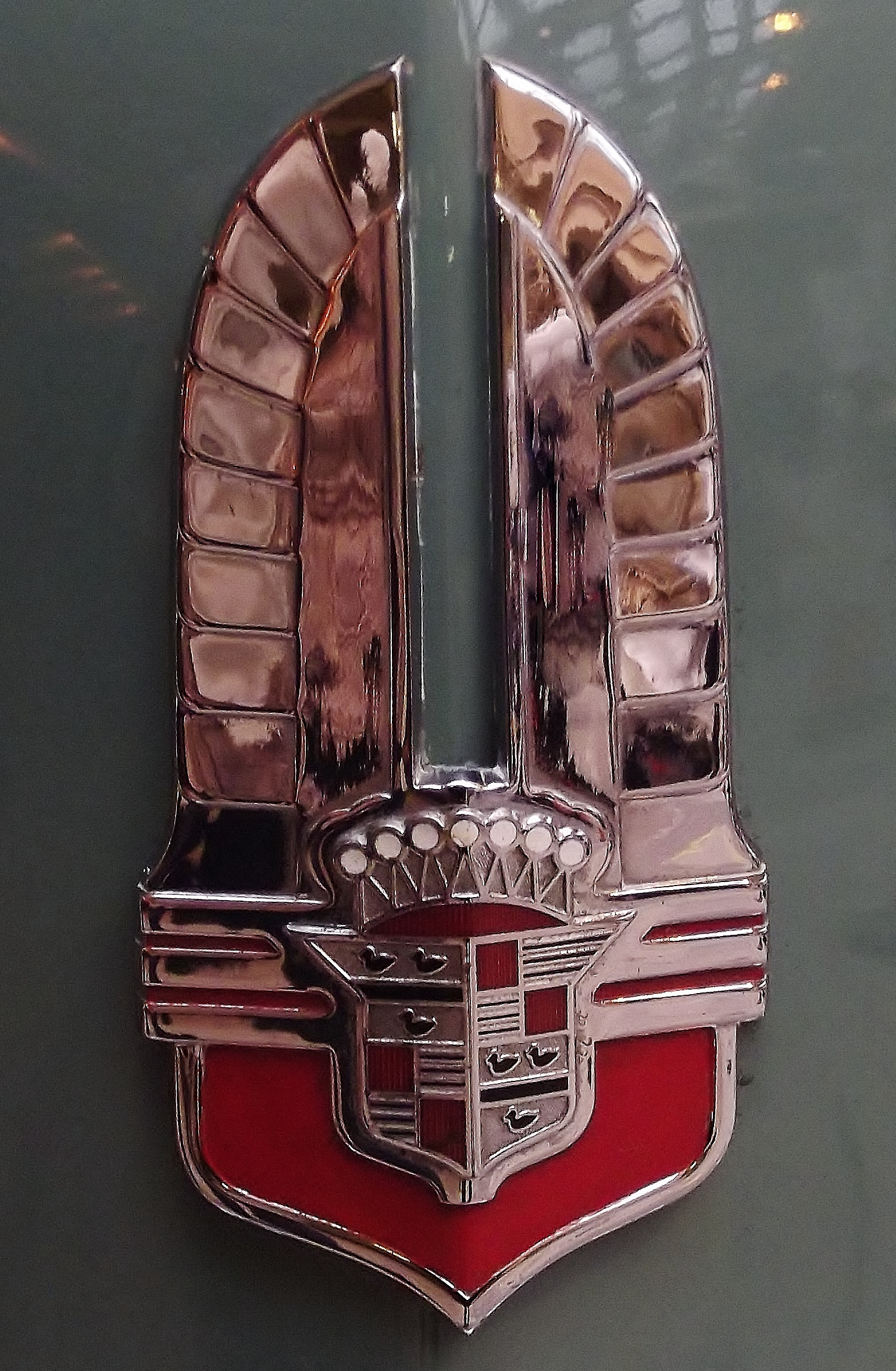
Emblema de 1941
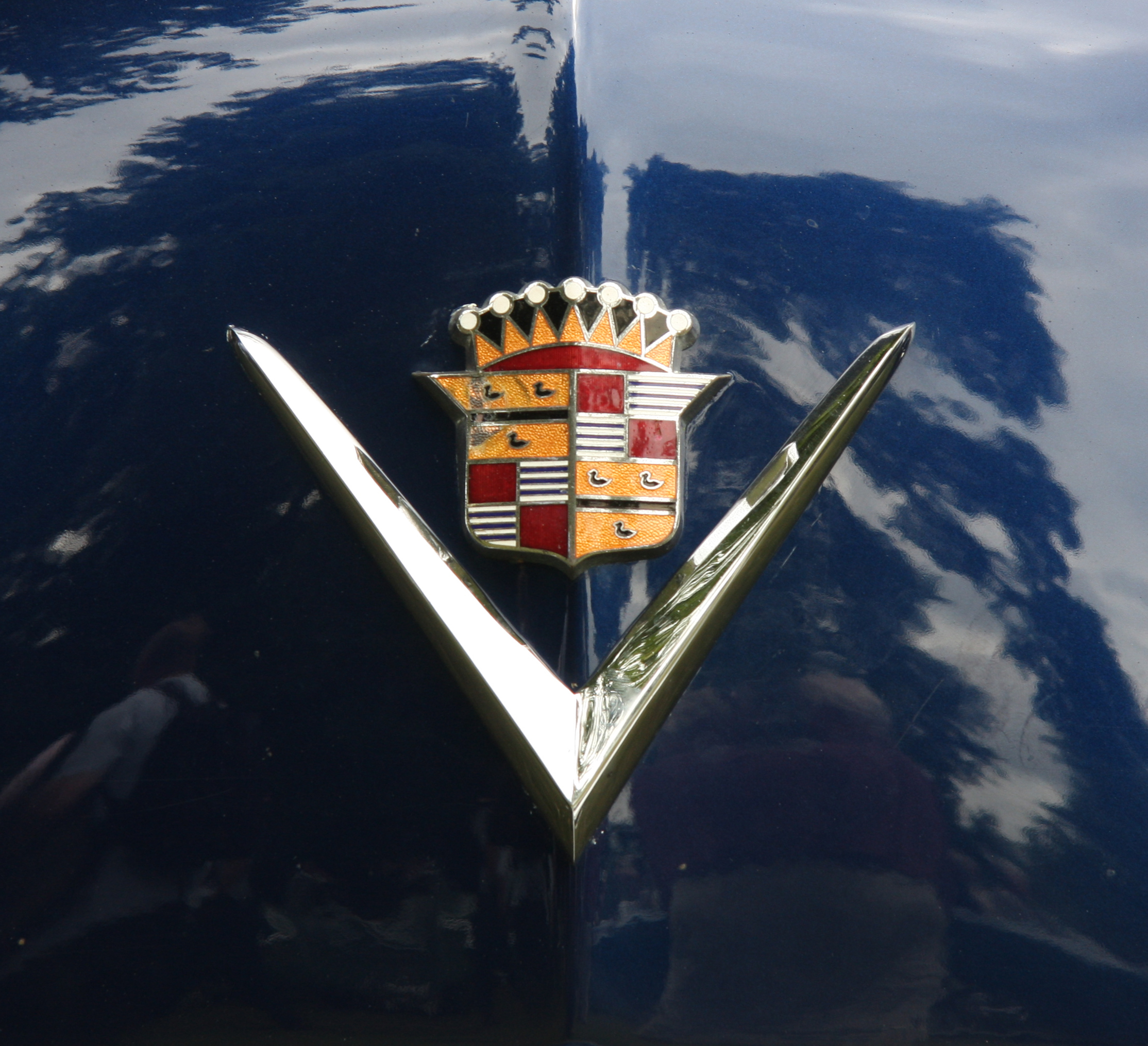
Emblema de 1949
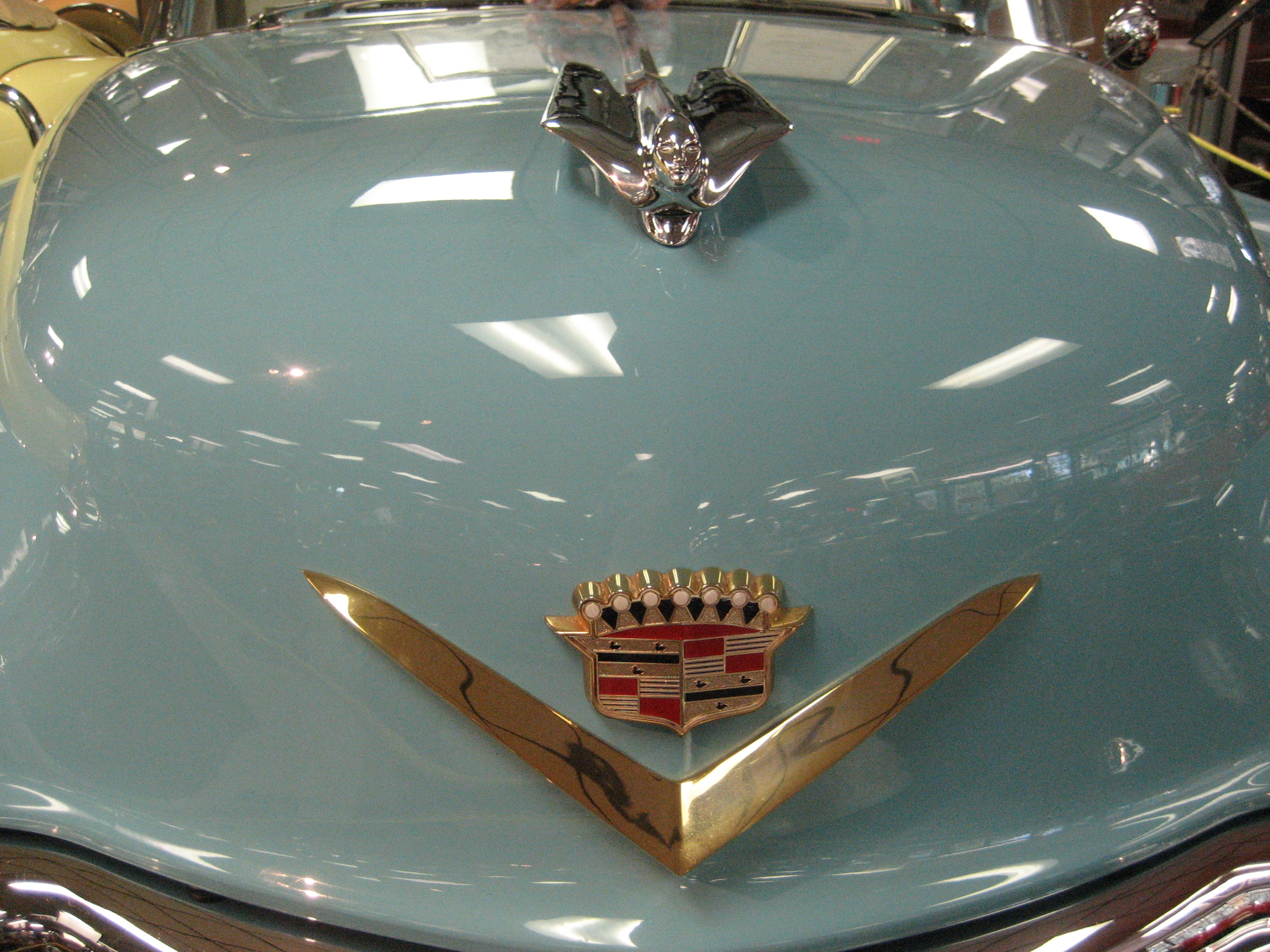
En un El Dorado de 1953
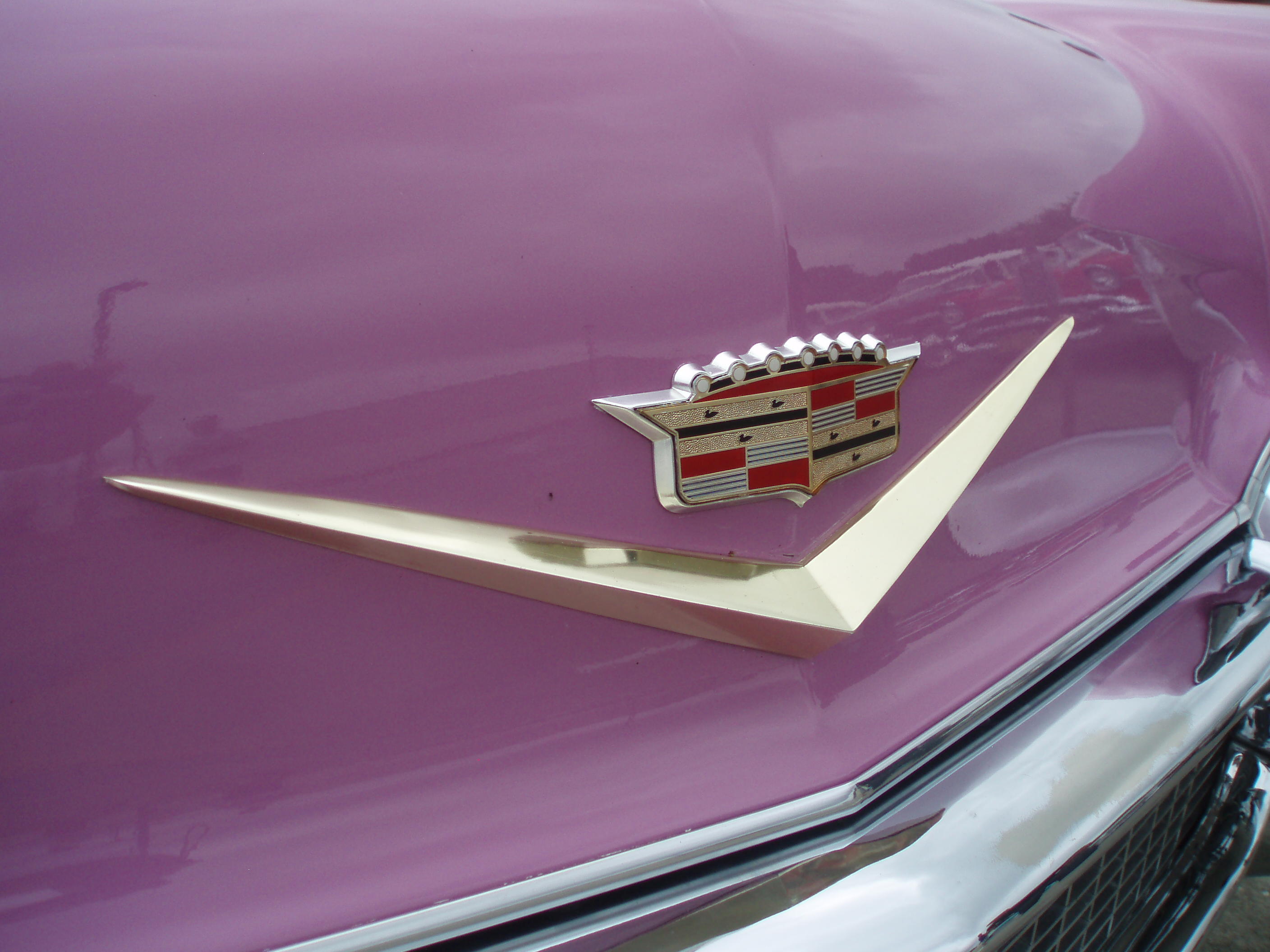
En un Fleetwood Sixty Special de 1957
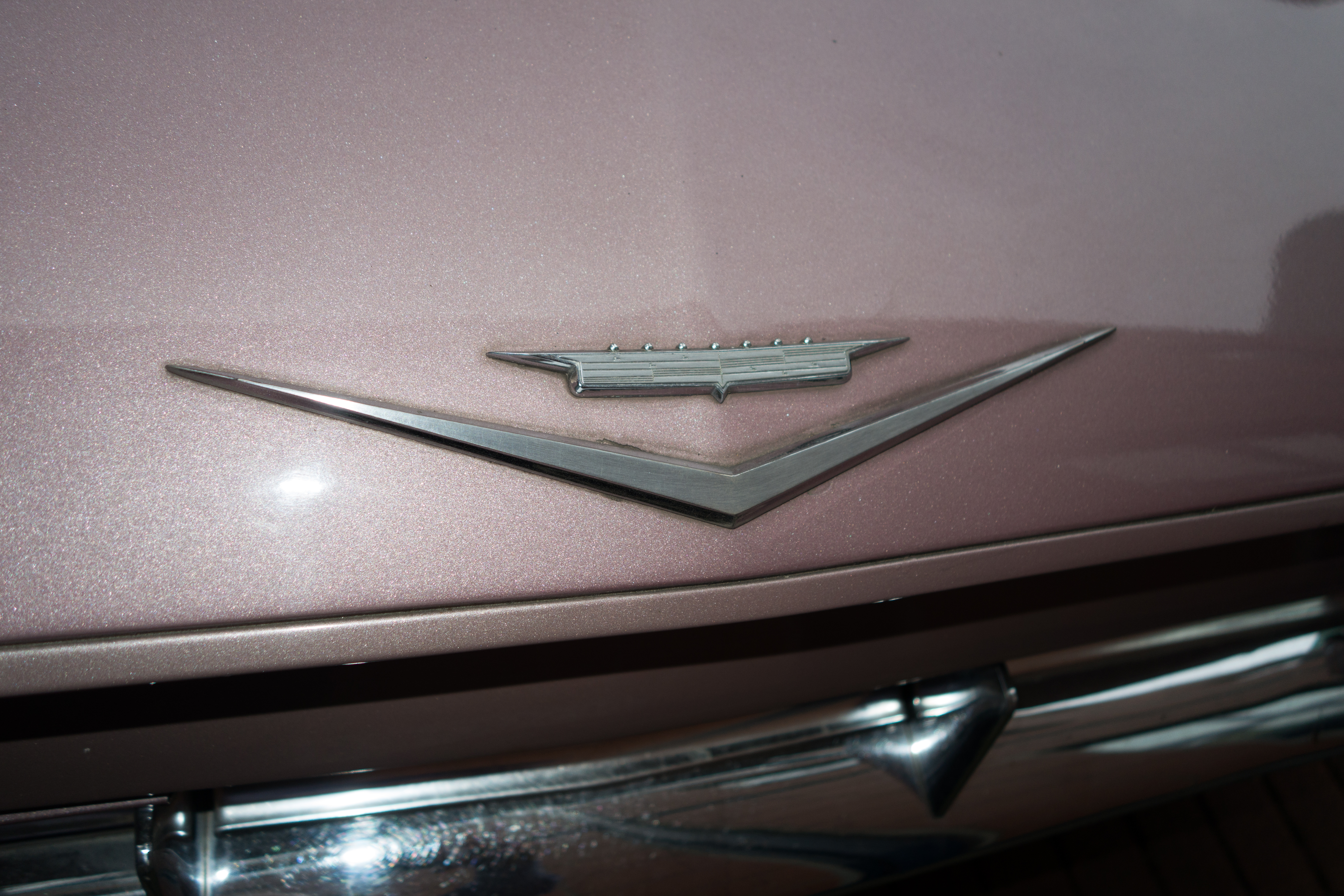
En un El Dorado de 1961
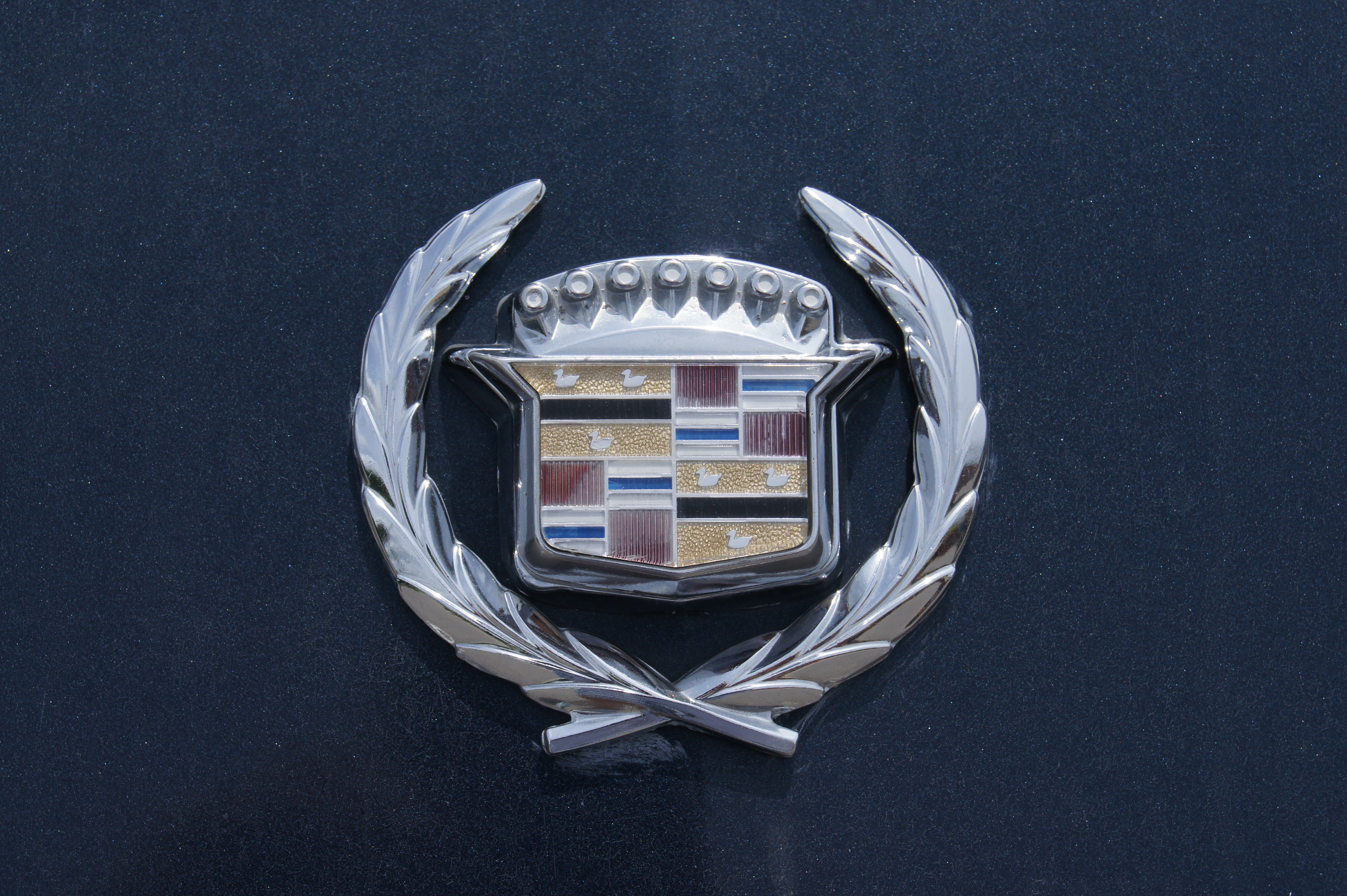
En un Seville de 1985
Tipográfico

## Modelos actuales
| CT4      |  | Sedán ejecutivo compacto comercializado desde 2020. Reemplaza al ATS y se ubica dentro la gama por debajo del CT5. |
| CT5      |  | Sedán mediano de lujo, comercializado desde 2019. Reemplaza al CTS, con inspiración en los fastback de los años 1940. |
| CT6*     |  | Automóvil de lujo del segmento F con más de cinco metros de longitud, serio competidor del Mercedes-Benz Clase S o del Audi A8. Considerado el buque insignia de la marca, el sucesor directo del Fleetwood y teniendo como predecesores indirectos el DTS y el XTS.                                                                               |
| XT4*     |  | Primer SUV compacto de la firma, al nivel del Mercedes-Benz Clase GLC. Planeado para aterrizar en Europa a finales de 2019, coincidiendo con el plan de la firma de resurgir en el mercado de ese continente. |
| XT5*     |  | Vehículo deportivo utilitario (SUV) del segmento E presentado en primavera del 2016, de la talla del BMW X5 o del Audi Q7. Es el sucesor del SRX. |
| XT6      |  | SUV Crossover mediana de lujo introducida en 2019 como modelo 2020. Se encuentra dentro de la gama entre la XT5 y la Escalade. |
| Lyriq    |  | Crossover eléctrico. Es el primer modelo totalmente eléctrico producido por el fabricante. Las ventas comenzaron en 2023. |
| Escalade |  | Vehículo deportivo utilitario (SUV) grande de lujo, en el mercado desde finales de los años 90, muy tradicional en la firma, el único que sigue con vida de entre los míticos de la marca ya descontinuados: el deportivo personal Eldorado o el lujoso DeVille. Actualmente tiene como rivales al Mercedes-Benz Clase GLS o el Lincoln Navigator. |

- NOTA: Modelos que utilizan la nueva nomenclatura implementada por Cadillac desde hace pocos años: Crossover Tourism o Cadillac Tourism.

## Prototipos
- Debutante
- Orleans
- Le Mans (1953)
- El Camino (1954)
- Cyclone (1959)
- Voyage (1988)
- Evoq (1999)
- Imaj (2000)
- Cien (2002)
- Vizon (2002)
- Sixteen (2003)
- Provoq (2008)
- Converj (ELR) (2009)
- XTS Platinum (2010)
- El Dorado (65)